# Oxmyrtjärnen (Arvidsjaurs socken, Lappland)
Oxmyrtjärnen är en sjö i Arvidsjaurs kommun i Lappland och ingår i Skellefteälvens huvudavrinningsområde.